# Čabradský Vrbovok
Čabradský Vrbovok – wieś (obec) na Słowacji położona w kraju bańskobystrzyckim, w powiecie Krupina. Pierwsze wzmianki o miejscowości pochodzą z roku 1135.

## Ludność
Według danych z dnia 31 grudnia 2012, wieś zamieszkiwało 270 osób, w tym 127 kobiet i 143 mężczyzn.
W 2001 roku pod względem narodowości i przynależności etnicznej 99,64% mieszkańców stanowili Słowacy.
Ze względu na wyznawaną religię struktura mieszkańców kształtowała się w 2001 roku następująco:
- katolicy rzymscy – 67,86%
- grekokatolicy – 0,71%
- ewangelicy – 26,79%
- ateiści – 3,21%
- nie podano – 1,43%.

## Zamek

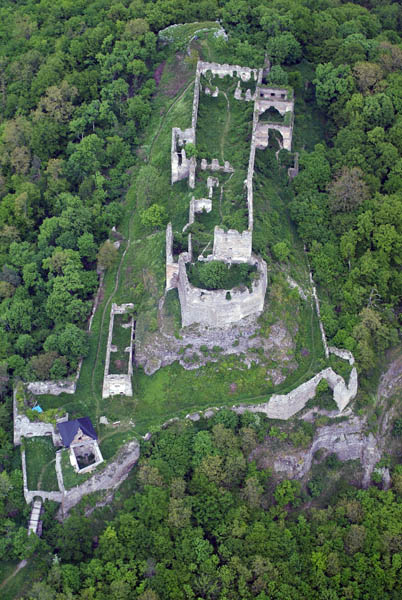
Zamek z lotu ptaka

Na wzgórzu nad wsią znajdują się ruiny zamku Čabraď z XIII w. Znany był też pod nazwą Litava. Pierwsza pisemna wzmianka o nim pochodzi z 1276. Został zbudowany w celu obrony dróg prowadzących do miast górniczych w środkowej Słowacji. W 2. połowie XVI w. nowy właściciel Tomáš Bakócz przebudował go na twierdzę przeciwturecką. Turcy kilkukrotnie bezskutecznie próbowali ją zdobyć. Ostatnimi właścicielami zamku byli Koháryowie. W XVIII w. przenieśli się do zamku w Svätym Antonie. Opuszczony Čabraď podpalili w 1812 i od tej pory jest ruiną.